# Lake Crescent Lodge
Le Lake Crescent Lodge est un hôtel américain au bord du lac Crescent, sur la péninsule Olympique de l'État de Washington. Protégé au sein du parc national Olympique, il est inscrit au Registre national des lieux historiques sous le nom de Singer's Lake Crescent Tavern depuis le 13 juillet 2007.